# Hydriastele beguinii
Hydriastele beguinii là loài thực vật có hoa thuộc họ Arecaceae. Loài này được (Burret) W.J.Baker & Loo mô tả khoa học đầu tiên năm 2004.